# دانی دیویس
دانی دیویس (انگلیسی: Donny Davies; ۱۳ مارس ۱۸۹۲ – ۶ فوریهٔ ۱۹۵۸) بازیکن کریکت، روزنامه‌نگار، و بازیکن فوتبال اهل بریتانیا بود.
از باشگاه‌هایی که در آن بازی کرده‌است می‌توان به باشگاه فوتبال پورت ویل اشاره کرد.